# James Collins
James Michael Collins (Newport, 1983. augusztus 23. –) walesi labdarúgó, aki jelenleg az Ipswich Townban játszik. Bátyja, Danny Collins a Grimsby Town futballistája.

## Pályafutása

### Cardiff City
Collins szülővárosában, Newportban kezdett futballozni, majd 2000-ben a Cardiff City játékosa lett. 2000 novemberében debütált, egy 5-1-re megnyert, Bristol Rovers elleni FA-Kupa meccsen. Minden sorozatot egybevéve 86-szor játszott a cardiffiaknál és hat gólt szerzett. 2005-ben őt választották meg az év legjobb fiatal walesi játékosának.

### West Ham United
2005 nyarán Collins Danny Gabbidonnal együtt a West Ham Unitedhez igazolt. Kisebb sérülések és a tapasztaltabb játékosok miatt szeptemberig, egy Sheffield Wednesday elleni Ligakupa meccsig kellett várnia a bemutatkozására. A Premier League-ben októberben, a Bolton Wanderers ellen játszott először.
Matthew Upson és Gabbidon sérülései miatt Collins került a védelem tengelyébe, Anton Ferdinand mellé, a 2006/07-es szezon második felében. Nagy szerepe volt abban, hogy a klub elkerülte a kiesést. Olyan jól teljesített, hogy a szurkolók úgy tartották, kulcsember lehet a csapat további fejlődésében.
2008. január 28-án, egy Portsmouth elleni tartalék bajnokin súlyos térdsérülést szenvedett, és többen attól tartottak, hogy egy teljes évig nem játszhat majd. 9 hónap után azonban teljesen felépült és 2008. október 26-án már kezdő volt az Arsenal ellen.

### Aston Villa
2009. szeptember 1-én, az átigazolási időszak utolsó napján Collins négy évre aláírt az Aston Villához. Szeptember 13-án debütált új klubjánál a Birmingham City elleni városi rangadón. Első gólját a Chelsea ellen szerezte, amit 2-1-re nyert csapata. Kiváló teljesítményéért, őt választották a meccs emberének.

## Válogatott
Collinst eddig 29 alkalommal hívták be a walesi válogatottba. Első és eddig egyetlen gólját 2007. október 13-án szerezte, Ciprus ellen.

## Sikerei, díjai
- A Cardiff Citynél:
  - A harmadosztály rájátszásának győztese: 2002/03